# Серафим (Сигрист)
Епи́скоп Серафи́м (англ. Bishop Seraphim, в миру Джо́зеф Пол Си́грист, англ. Joseph Paul Sigrist; 13 декабря 1941, Наяк, штат Нью-Йорк, США) — епископ Православной церкви в Америке на покое, бывший епископ Сендайский и Восточно-Японский Русской православной церкви.

## Биография
Родился 13 декабря 1941 года в протестантской семье. Принял крещение у пресвитериан. Вырос в Плезантвиле, штат Нью-Йорк, где учился.
Окончил среднюю школу в 1959 году. Поступил в протестантский Наякский миссионерский колледж, который окончил со степенью по миссионерству. Учась в Наяке, стал посещать православные богослужения. По окончании колледжа был принят в лоно Православной церкви 26 сентября 1962 года в Иннокентиевской часовне при Покровском соборе в Нью-Йорке.
В 1964 году поступил в Свято-Владимирскую духовную семинарию в Крествуде, штат Нью-Йорк, которую окончил в июне 1967 года.
В сентябре 1967 года отправился в Японию, заключив двухлетний контракт на преподавание английского языка в школе Сакура-га-Ока города Тоёхаси — куда пригласил его директор, православный японец, с которым он познакомился ещё в США.
В следующем месяце епископ Владимир (Нагосский) посвятил молодого соотечественника в иподиакона для местной церкви. (Большая часть православных приходов в Японии находилась на тот момент в юрисдикции Северо-Американской митрополии)
14 сентября 1969 года был рукоположен во диакона, а накануне Чрезвычайного собора Японской церкви, 18 октября 1969 года, принял от руки епископа Владимира монашеский постриг с именем Серафим в честь преподобного Серафима Саровского. Положительное (хотя и с отсрочкой) решение руководства Северо-Американской митрополии отчасти можно было объяснить редкостью готовых к монашескому подвигу среди самих японских священнослужителей, — однако главную роль сыграло личное ходатайство епископа Владимира, желавшего обрести соратника перед лицом вынужденного выхода из подчинения Северо-Американской митрополии. Иерархи США также，видимо, сочли подобный расклад небесполезным.
19 октября 1969 года на Внеочередном соборе Японской церкви, созванном в преддверии дарования Японской православной церкви автономии, были избраны два кандидата в епископы — иеродиакон Серафим (Сигрист) и священник Василий Нагасима. Американские архиереи дали благословение на скорейшую епископскую хиротонию о. Василия; рукоположение Серафима (Сигриста) было в целом одобрено, но отложено до его тридцатилетия.
26 октября 1969 года был рукоположён во иеромонаха и направлен в качестве второго священника в храм города Тоёхаси, где он продолжал работать учителем в местной школе. 27 сентября 1970 года возведён в сан архимандрита и направлен в церковь города Сэндай. Служил также в церкви города Наканиида, близ Сэндай, где ему надлежало завоёвывать «доверие японцев».
После установления Японской церковью связей с Москвой, выехал в США с намерением обосноваться в одном из монастырей, но через пять месяцев митрополит Владимир (Нагосский) убедил его возвратиться в Японию: 27 сентября 1970 года он был возведен в сан архимандрита, а на очередном Соборе Японской Церкви в июле 1971 года митрополит Владимир напомнил японскому духовенству, что в декабре Серафиму исполняется 30 лет и, стало быть, более нет препятствий для его поставления на третью, вакантную кафедру.
19 октября 1971 года Священный синод Русской православной церкви направил в Японию делегацию из нескольких епископов. 19 декабря 1971 года в Токийском Воскресенском соборе совершилась его хиротония во епископа Сендайского и Восточно-Японского. Хиротонию совершили: митрополит Токийский Владимир (Нагосский), архиепископ Минский Антоний (Мельников), епископ Ситкинский Феодосий (Лазор) (Православная церковь в Америке), епископ Киотоский Феодосий (Нагасима) и епископ Можайский Николай (Саяма).
В 1987 году, прослужив в Японии 19 лет, вернулся в США, где нередко служил в разных приходах в районе Нью-Йорка по просьбе и благословению митрополита Православной церкви в Америке (ПЦА). Некоторое время он был преподавателем религии в Университете Дрю (англ. Drew University).
Пребывал на Сендайской кафедре вплоть до 29 июня 1988 года, когда на Поместном соборе Японской православной церкви был отпущен на покой.
Поддерживал связи с Россией, куда часто приезжал в 1990-е и 2000-е годы. Был духовным отцом общины «Осанна», состоящей из последователей Александра Меня. Член попечительского совета Свято-Филаретовского института, возглавляемого Георгием Кочетковым.
Впоследствии работал в библиотеке Университета Пейс, являлся временным священником при Нью-Йоркском благочинии ПЦА.
В 2008 году в ходе выборов первоиерарха ПЦА обсуждалась кандидатура епископа Серафима, но была отвергнута на том основании, что он не способен выполнять епископские обязанности.
2 апреля 2009 года решением Архиерейского синода Православной церкви в Америке он принят в её клир как епископ на покое с титулом «бывший Сендайский». Как отметил тогда же митрополит Иона (Паффхаузен), «мы приняли епископа Серафима в состав нашего епископата, потому что он обратился с такой просьбой. Я надеюсь, что он использует свои таланты, помогая мне в Нью-Йорке».
Живёт в 25 милях к северу от Нью-Йорка, в Гудзонской долине.

## Публикации
статьи
- Oz Behind the Footlights // The Baum Bugle, Vol. 27, No. 3 (Winter, 1983)
- Размышления о сути общины и дарах Духа Святого : Из писем московским друзьям (март, август 1995) // Православная община. 1995. — № 30. — С. 77-83
- предисловие // Александр Мень Awake to Life!: The Easter Cycle. — Torrance (Cal.): Oakwood Publ., 1996. — 92 p.
- Letter of Salutation // Divine Ascent. A Journal of Orthodox Faith. 2000. — №. 6
- Святость и христианское единство // Христианос: альманах. — 2001. — № 10 — С. 8-10
- Тем, кто хочет помогать оглашенным (Климент Александрийский и первая христианская школа) // Предание Церкви и предание Школы: Материалы Международной богословской конференции (Москва, 22-24 сентября 1999 г.). — М. : МВПХШ, 2002. — 328 с. — С. 12-15
- Слово. Тишина. Литургия // Язык Церкви: Материалы Международной богословской конференции (Москва, 22-24 сентября 1998 г.). — М. : Свято-Филаретовская московская высшая православно-христианская школа, 2002. — 352 с. — С. 11-15.
- Таинство творчества // Христианос: альманах. — 2002. — № 11. — С. 8-11
- Внепричинность, Дух и свобода // Личность в Церкви и обществе: Материалы Международной научно-богословской конференции (Москва, 17-19 сентября 2001 г.). — М. : Московская высшая православно-христианская школа, 2003. — 448 с. — С. 11-16.
- Из глубины простого сердца: истоки и опыт монастыря Тэзе // Духовные движения в Народе Божьем. История и современность: Материалы Международной научно-богословской конференции (Москва, 2-4 октября 2002 г.). — М., 2003. — 376 с.
- Диалог и община // Вера — Диалог — Общение : Проблемы диалога в церкви: Материалы Международной богословской конференции (Москва, 24-26 сентября 2003 г.). — М. : Свято-Филаретовский православно-христианский институт, 2004. — 462 с. — С. 421—431.
- Память любви к Богу и ближним как Предание Церкви // Память и беспамятство в церкви и обществе: итоги XX века: материалы международной научно-богословской конференции. Москва, 18-20 сентября 2000 г. — М. : Свято-Филаретовский православно-христианский институт, 2004. — 327 с. — С. 11-14
- Церковь и общество: наблюдатель и участник // Вера — Диалог — Общение: Проблемы диалога церкви и общества: Материалы Международной богословской конференции (Москва, 29 сентября — 1 октября 2004 г.): Памяти С. С. Аверинцева. — М. : Свято-Филаретовский православно-христианский институт, 2005. — 496 с. — С. 46-50
- ОБРАЗ НАСТОЯЩЕГО ЕПИСКОПА. Воспоминания епископа Серафима (Сигриста) о встрече с архиепископом Михаилом (Мудьюгиным) // Дорога Вместе: Христианский журнал для молодых и не только. 2006. — № 1. — C. 4
- Отрок Иисус в Иерусалимском Храме // Дорога Вместе: Христианский журнал для молодых и не только. 2006. — № 1. — C. 4-5.
- «Непсис»: эсхатологическое измерение бодрствования // О мирном и непримиримом противостоянии злу в церкви и обществе: Материалы международной богословской конференции (Москва, 28-30 сентября 2005 г.). — М. : Свято-Филаретовский православно-христианский институт, 2007. — 464 с. — С. 17-22.
- Молитва — жизнь — миссия // kateheo.ru, 18 июля 2013

переводы
- Kenji Miyazawa. Milky Way Railroad (англ.). — Stone Bridge Press, 1996. — 139 p.

книги
- Theology of Wonder (англ.). — St Vladimirs Seminary Pr, 1999. — 148 p. — ISBN 1891295179. — ISBN 978-1891295171.
- The Rainbow Sermon (англ.). — Light and Life Publishing Co., 2001. — ISBN 1880971704. — ISBN 978-1880971703.
- Becoming Divine: Essays on Theosis in Honor of Father Alexander Men. — Morrisville, NC: Lulu Press, 2007. — 92 p.
- A Life Together: Wisdom of Community from the Christian East (англ.). — Paraclete Press, 2011. — 200 p. — ISBN 978-1557258007.
- SPIRITUAL CANON: Guidlines to Spirituality (англ.). — St Shenouda Monastery, 2011. — 46 p. — ISBN 0980517176. — ISBN 978-0980517170.
- Tapestry. — Lumin Press, 2017. — 148 p. — ISBN 0998771015. — ISBN 978-0998771014.

интервью
- «Христос исцеляет мир через святых» (о почитании о. Александра как святого) // yakov.works, 20.01.2000
- Окно за пределы горечи. Интервью с американским епископом / Православный епископ-американец, владыка Серафим (Сигрист) размышляет о Православии и культуре; Беседовала Екатерина Прогнимак // Фома. — № 3 (35). — Март 2006. — С. 80-82.
- Authorial Interview: Bp. Seraphim (Sigrist) on His Book // Eastern Christian Books, June 14, 2011
- Епископ Серафим (Сигрист): Надеюсь, что дихотомия «либерал-консерватор» преодолена в жизни Церкви. Епископ Серафим (Сигрист): Надеюсь, что дихотомия «либерал-консерватор» преодолена в жизни Церкви // pravmir.ru, 26 апреля 2012